# Mittelmeerspiele 2022/Tennis
Bei den Mittelmeerspielen 2022 in Oran wurden vom 27. Juni bis 1. Juni 2022 vier Wettbewerbe im Tennis ausgetragen.

## Herren

### Einzel
| Platz | Land    | Spieler               |
| ----- | ------- | --------------------- |
| 1     | Italien | Francesco Passaro     |
| 2     | Spanien | Carlos López Montagud |
| 3     | Marokko | Adam Moundir          |

### Doppel
| Platz | Land    | Spieler                                       |
| ----- | ------- | --------------------------------------------- |
| 1     | Italien | Matteo Arnaldi Francesco Passaro              |
| 2     | Spanien | Carlos López Montagud Álvaro López San Martín |
| 3     | Marokko | Elliot Benchetrit Adam Moundir                |

## Damen

### Einzel
| Platz | Land    | Spielerin                          |
| ----- | ------- | ---------------------------------- |
| 1     | Spanien | Guiomar Maristany Zuleta de Reales |
| 2     | Italien | Nuria Brancaccio                   |
| 3     | Spanien | Jéssica Bouzas Maneiro             |

### Doppel
| Platz | Land    | Spielerin                                                 |
| ----- | ------- | --------------------------------------------------------- |
| 1     | Spanien | Jéssica Bouzas Maneiro Guiomar Maristany Zuleta de Reales |
| 2     | Malta   | Francesca Curmi Elaine Genovese                           |
| 3     | Italien | Nuria Brancaccio Aurora Zantedeschi                       |

## Medaillenspiegel
| Platz | Land    | Gold | Silber | Bronze | Gesamt |
| ----- | ------- | ---- | ------ | ------ | ------ |
| 01    | Spanien | 2    | 2      | 1      | 5      |
| 02    | Italien | 2    | 1      | 1      | 4      |
| 03    | Malta   | —    | 1      | —      | 1      |
| 04    | Marokko | —    | —      | 2      | 2      |